# おはよう こんにちは
「おはよう こんにちは」は、エレファントカシマシの3枚目のシングル。1988年11月2日にEPIC/SONY RECORDSよりリリース。規格品番は10・8H-3072。廃盤。

## 解説
2ndアルバム『THE ELEPHANT KASHIMASHI II』の先行シングルとしてリリースされた。本作収録の2曲は共に上記アルバムに収録された。

## 収録曲
全作詞・作曲：宮本浩次　編曲：エレファントカシマシ
1. おはよう こんにちは (4:34)
2. ああ流浪の民よ (5:04)